# Jan Akkerman
Jan Akkerman (Amsterdã, 24 de dezembro de 1946) é um guitarrista holandês, conhecido internacionalmente por ter atuado na banda de rock progressivo Focus.

## Biografia
Sempre foi um guitarrista virtuoso com estilo próprio, constantemente experimentando novos equipamentos e guitarras. Seu som é caracterizado pelo uso pioneiro de ondas de volume que produzem notas sustentadas, lisas, aflautadas, além de outras técnicas complexas, como “tocando e palhetando” alternadamente em alta velocidade. Ele também foi pioneiro no uso do alaúde em uma banda de rock, refletindo seu interesse na música e cultura medieval e renascentista. 
Ele nasceu perto de Waterlooplein no centro de Amsterdã, filho de um comerciante de sucata de ferro. Aos cinco anos teve suas primeiras aulas de guitarra, lançando seu primeiro compacto em 1960, quando tinha apenas treze anos. Foi membro das bandas Johnny And His Cellar Rockers, The Hunters (com quem lançou o hit pop holandês "Russian Spy And I", em 1966) e Brainbox (com quem também emplacou vários compactos, incluindo um cover de Tim Hardin, "Reason To Believe”).
Akkerman juntou-se ao Thijs van Leer Trio no final de 1969, banda que daria origem ao Focus e que também seria a base da produção teatral holandesa do musical Hair (gravado como um álbum em 1969). Continuando com o nome Focus, a banda explorou o gênero rock progressivo marcando hits em todo o mundo na década de 70 ("Hocus Pocus" ,"Sylvia”, Discos de Ouro com os álbuns "Moving Waves" e “Focus III”). Em 1973 Akkerman foi escolhido “melhor guitarrista do mundo" pelos leitores do Reino Unido da revista Melody Maker, chegando a ofuscar ícones da época como Jeff Beck, Jimmy Page e Eric Clapton. Sua evidência era tanta, que foi convidado pelo fabricante alemão de instrumentos musicais, Framus, para produzir um dos primeiros modelos de guitarra da série “assinatura”.
No início de 1976 Akkerman deixou Focus e continuou sua carreira solo, frequentemente abraçando os gêneros clássicos, jazz e blues. O conceito do álbum "Eli", gravado com Kaz Lux nos vocais, ganhou prêmio holandês “Edison Award” de melhor álbum de 1976.
Em 1985, uma breve reunião com Thijs van Leer veio na forma de vários concertos, dando origem a um novo álbum que acabou sendo mal sucedido. A formação clássica do Focus também se reuniu em 1990 para uma última apresentação no programa da televisão holandesa "Goud Van Oud" (Ouro Velho). Enquanto continuava a produzir vários álbuns, Akkerman atuou também em colaboração com outro músicos como André Hazes, Alan Price, Herman Brood, Peter Banks, Phil Collins, Jack Bruce, Charlie Byrd, Ice-T, Paco de Lucía, e BB King.
Em 1991 Akkerman participou da turnê europeia “Night Of The Guitars II”, organizada por Sting e pelo gerente do The Police, Miles Copeland. A turnê contou com Ronnie Montrose, Ian Crichton, Robin Trower, Dave Sharman e Laurie Wisefield.
Em 1992, ele se envolveu em um grave acidente de carro, mas voltou a tocar em 1993. No final de 1990, após uma ausência de quase 20 anos, ele foi convencido a excursionar pelo Reino Unido novamente e continuou a fazê-lo em uma base regular. 
Em janeiro de 2005, ganhou o prêmio “Gouden Harp” concedido por sua contribuição para a música holandesa e em 2012, foi nomeado “Cavaleiro da Ordem De Orange-Nassau” pelos suas atividades honrosas prestadas a sociedade holandesa. 

Akkerman lançou seu último álbum, "North Sea Jazz" em 2013. Ele escreve para a revista holandesa  “GitaarPlus” e mantém um site próprio na internet, assim como um grupo no Facebook.